# Музей искусств Шаньдун
Музей искусств провинции Шаньдун(кит. 山东省美术馆; англ. Shandong Art Museum) — художественный музей, находящийся в районе Лися — крупного китайского города Цзинань.

## История
Музей был основан в 1977 году. 11 января 2012 года началось строительство нового здания для художественной галереи. Уже через полтора года Музей искусств Шаньдун переехал в большое специально для него спроектированное здание, находящееся недалеко от Музея провинции Шаньдун. Его залы были официально открыты для публики 12 октября 2013 года.
В галерее размещена постоянная коллекция музея. Представлено более 4000 произведений традиционной живописи и современного изобразительного искусства Китая;
так же в экспозиционных залах здания ежегодно организуется около ста крупных временных выставок и биеннале.
Музей является некоммерческим культурным учреждением, подчиняющимся Департаменту культуры и туризма провинции Шаньдун.